# Stjepan Bertović
Stjepan Bertović (Gaj Vrbovečki, 19. listopada 1922. – Zagreb, 13. prosinca 2001.) šumar 

## Životopis
Osnovnu školu i gimnaziju završio je u Zagrebu. Na Poljoprivredno-šumarskom fakultetu Sveučilišta u Zagrebu diplomirao je 1950. i doktorirao 1970. Kao student povremeno je radio na uređivanju šuma, a od 1948. do 1963. bio je suradnik botaničara Ive Horvata u istraživanjima i kartiranju vegetacije Gorskog kotara i Hrvatskog primorja, u pripremama karata za tisak (sekcija Sušak 2a, Zagreb 1954; sekcija Sušak 2c, Zagreb 1955; sekcija Sušak 1b, Zagreb 1957; sekcija Sušak 1d, Zagreb 1958. te karta Narodni park Risnjak, Zagreb 1954). Od 1952. do 1954. radio je u Odjelu za zaštitu prirodnih rijetkosti Konzervatorskog zavoda u Zagrebu te do kraja 1968. u Institutu za šumarska istraživanja Šumarskog fakulteta u Zagrebu, gdje je bio prvi voditelj Odjela za fitocenologiju te osnivač i voditelj Odjela za ekologiju i tipologiju šuma. Na Šumarskom fakultetu u Zagrebu izabran je 1969. za honorarnog predavača, 1973. za izvanrednog, a 1981. za redovitog profesora. Predavao je Šumarsku fitocenologiju, zatim Meteorologiju i klimatologiju, odnosno Fitološku bioklimatologiju i Zaštitu prirode. Paralelno na zagrebačkom Sveučilištu vodio je više kolegija u poslijediplomskoj nastavi na Fakultetu poljoprivrednih znanosti (od 1969), Šumarskom fakultetu (od 1971) te Arhitektonskom fakultetu (od 1974). Bio je član Znanstveno-stručnog kolegija i stalni vanjski suradnik Instituta za botaniku Sveučilišta u Zagrebu, u kojem je, posebno od 1961. do 1965. radio na pripremi obrade Vegetacijske karte Jugoslavije. Bio je tajnik Komisije za koordinaciju rada na izradi spomenute karte pri Saveznom fondu za znanstveni rad u Beogradu. U primjeni rezultata ekološko-fitocenoloških i šumarskih istraživanja u izradi regionalnih prostornih planova surađivao je s Urbanističkim institutom SR Hrvatske, Zavodom za urbanizam Arhitektonskog fakulteta Sveučilišta u Zagrebu, Projektnim biroom AR-59 i Croatiaplanom. Na poziv Poljske akademije znanosti sudjelovao je u istraživanju i kartiranju vegetacije u Tatrama (karta područja Sarnia Skala u Tatrama, u suradnji s B. Pawlowskim i I. Horvatom, Krakov 1958). Odjel za geografiju Sveučilišta Kansas (SAD) povjerio mu je izradu bibliografije vegetacijskih karata za područje Jugoslavije (Bibliography of Vegetation Maps of Yugoslavia, u djelu A. W. Küchlera International Bibliography of Vegetation Maps, 2, Lawrence 1966). Sudjelovao je s referatima na nekoliko međunarodnih skupova. Bio je aktivan član nekoliko komisija i društava u zemlji i inozemstvu. Bio je inicijator, a neko vrijeme i glavni urednik izdanja Instituta za šumarska istraživanja, član uredničkog odbora Savjeta za daljinska istraživanja i fotointerpretaciju pri Jugoslavenskoj akademiji znanosti i umjetnosti, suradnik Jugoslavenskog leksikografskog zavoda i dr. Objavio je više od 140 znanstvenih, stručnih i stručno-popularnih radova u publikacijama: Priroda, Hortikultura, Šumarski list, Zaštita prirode, Naša poljoprivreda i šumarstvo, Bericht über das Internationale Symposium für Vegetationskartierung, Biološki glasnik, Bulletin Scientifique, Informationes botanicae, Prirodoslovna istraživanja, Naše planine, Radovi Instituta za šumarska i lovna istraživanja SRH, Zemljište i biljka, Čovjek i prostor, Zbornik meteoroloških i hidroloških radova, Rad JAZU i dr.

## Djela
- Klimadijagrami Hrvatske (za razdoblje 1925-1940. i 1948-1957. godine). Obavijesti Instituta za šumarska i lovna istraživanja SRH, Zagreb 1960, sv. 10.
- Šumsko-vegetacijska područja i njihovi klimatski odnosi kao osnova za regionalnu tipološku klasifikaciju šuma u Hrvatskoj, disertacija. Poljoprivredno-šumarski fakultet Sveučilišta u Zagrebu, 1970.
- Klimatogena vegetacijska područja Hrvatske, s kartom. Zagreb 1975.
- Šumsko-vegetacijska područja i njihovi klimatski odnosi kao osnova za regionalnu tipološku klasifikaciju šuma u Hrvatskoj. Prirodoslovna istraživanja JAZU, 1975, knj. 41.
- Vegetacija i njena važnost za uređenje i korištenje prostora u Hrvatskoj, s kartografskim prikazom. Hortikultura 1978, 2, str. 45-50.
- Velebitski botanički vrt, s kartografskim prikazom. Ekološki glasnik 1990/91, 5-6, str. 53-55.
- Velebitski botanički vrt i rezervat, s 2 kartografska prikaza (koautor B. Klapka). Hortikultura 1991, 3-4; 1992, 1-4, str. 41-44.
- Tuexenia, s kartografskim prikazom. Hortikultura 1993, 1-4, str. 31-33.
- Nacionalni park Plitvička jezera - obljetnice i sadašnjost, s kartografskim prikazom. Hortikultura 1993, 1-4, str. 40-42.
- Neke prirodne značajke u Zagrebačkoj regiji, s 15 kartografskih prikaza. Hortikultura 1994, 1-4, str. 13-22.
- Narodni park Risnjak - povodom 40. godišnjice osnutka (1953-1993), s 3 kartografska prikaza. Hortikultura 1994, 1-4, str. 43-46.
- Priroda i perivoji u riječkoj općini, sa 6 kartografskih prikaza (koautori: M. Generalović, J. Karavla, J. Martinović). Hortikultura 1995, 1-4, str. 2-45.
- Neke ekološko-biološke i kulturno-povijesne komponente prostora uz Autocestu Ivanja Reka-Lipovac, s 4 kartografska prikaza (koautor J. Martinović). Hortikultura 1996, 1-4, str. 3-18.